# Casablanca Challenger 1992
Il Casablanca Challenger 1992 è stato un torneo di tennis facente parte della categoria ATP Challenger Series nell'ambito dell'ATP Challenger Series 1992. Il torneo si è giocato a Casablanca in Marocco dal 14 al 20 settembre 1992 su campi in terra rossa.

## Vincitori

### Singolare
Gilbert Schaller ha battuto in finale  Federico Sánchez con il punteggio di 6–4, 6–1

### Doppio
Filip Dewulf /  Tom Vanhoudt hanno battuto in finale  Karol Kučera /  Andrej Merinov con il punteggio di 7–5, 6–3